# Шильцев, Владимир Дмитриевич
Владимир Дмитриевич Шильцев (Vladimir Shiltsev; род. 14 марта 1965, Ивановка, Чуйский район, Киргизская ССР) — российский и американский физик, специалист в области ускорителей и коллайдеров для физики элементарных частиц; директор Центра ускорительной физики (Национальная Ускорительная Лаборатория им. Э. Ферми, США), президент ассоциации RASA (2014—2016) и RASA-USA (2012—2014).

## Биография
Окончил физический факультет Новосибирского государственного университета (1988) и в 1994 году получил степень кандидата физико-математических наук в Институте ядерной физики СО РАН в Новосибирске (диссертация «Влияние внешних шумов на динамику пучков в больших коллайдерах») и степень доктора физико-математических наук там же в 2018 году (диссертация «Электронные линзы для суперколлайдеров»; научный консультант Н. С. Диканский; официальные оппоненты П. Р. Зенкевич, С. В. Иванов, В. Н. Корчуганов). В Лаборатории им Э.Ферми (США) с 1996 года, руководил крупнейшим в мире коллайдером Tevatron (2001—2006), c 2007 года директор-основатель Центра ускорительной физики, руководит программой ускорительных исследований крупнейшей Национальной лаборатории США. Область научных интересов включает коллайдеры частиц сверхвысоких энергий, физику пучков в накопителях и линейных ускорителях, источники излучения высокой интенсивности, технологии сверхпроводящих магнитов, СВЧ мощной импульсной электроники и высоковольтные источники.
За почти 30 лет научной работы руководил или был вовлечен в проектирование, строительство и эксплуатацию целого ряда крупнейших передовых ускорителей. Изобретатель метода коллимации протонов полым электронным пучком и разработчик электронных линз для компенсации эффектов встречи (Премия Европейского физического общества, 2004 год). Автор двух книг и более 350 научных работ.
Fellow (Почетный член) IEEE (2020), Fellow (Почетный член) Американской Ассоциации Содействия Науке (AAAS, 2019) , Fellow (Почетный член) Американского физического общества (2008).
Почетный член Ломоносовского Фонда (САФУ, Архангельск, 2016).
Почетный выпускник ФМШ при НГУ («Почетный Фымышонок», СУНЦ НГУ, 2017). Лауреат международной премии Nishikawa Prize 2019 года за выдающиеся достижения в физике ускорителей. В 2020 году избран академиком Европейской Академии (Academia Europaea). В 2021 году избран зарубежным членом-корреспондентом старейшей Болонской Академии Наук (Accademia delle Scienze dell’Istituto di Bologna).
Является членом комитетов Министерства энергетики США (DOE) и Национального научного фонда по вопросам технического и финансового планирования проектов, связанных с коллайдерами частиц, источниками нейтронов и синхротронного излучения, а также в ряде международных программных и консультативных советов: ЦЕРН (Швейцария), STFC / MICE / RAL (Великобритания), BNL, JLab, SLAC и ORNL (США). Председатель секции физики пучков APS (2018), Председатель программного комитета Северо-Американский ускорительной конференции (NA-PAC, 2016) и редактор двух журналов JINST, Physical Review — Accelerators and Beams и серии книг Particle Acceleration and Detection издательства Springer.
Президент Международной ассоциации русскоязычных академических ученых RASA (2014-16), Президент американской секции RASA-USA (2012—2014), Президент Ассоциации выпускников «Союз-НГУ» (2015-17). В настоящее время — Председатель Международного академического совета Новосибирского государственного университета.

## Награды
- Премия А Ускорительной группы Европейского физического общества за оригинальный, значительный вклад в области ускорительной физики (2004 г).[3]
- Премия «Серебряный лучник — США» по науке за экспериментальную репликацию открытия М. В. Ломоносовым атмосферы Венеры (2013).[14]
- Премия им. Роберта Симана Американского физического общества APS (2015 г).[15]
- Премия им. Георгия Гамова Российско-американской ассоциации учёных (RASA-USA) (2016 г).[16]
- Outstanding Referee Американского физического общества (2018)[17]
- Премия им. Нишикава за выдающиеся достижения в области ускорителей (2019 Nishikawa Prize ACFA/IPAC19)[18]
- Член Европейской Академии (Academia Europaea, c 2020 года).
- Зарубежный член Болонской Академии Наук (Accademia delle Scienze dell’Istituto di Bologna, c 2021 года).